# Marin Skender
Marin Skender (født 2. august 1979 i Osijek) er en kroatisk fodboldmålmand.

## Klubkarriere
Efter 2009-10-sæsonen blev Marin Skender fritstillet fra sin kontrakt i NK Zagreb, hvorefter han skiftede til NK Dinamo Zagreb i september 2010. Han skiftede videre til Sønderjyske den 26. januar 2013.